# Alpha Kappa Psi
Alpha Kappa Psi (ΑΚΨ) ist eine internationale Studentenverbindung, die am 5. Oktober 1904 an der New York University gegründet wurde. Weltweit zählt Alpha Kappa Psi circa 240.000 Mitglieder und gehört zu den ältesten und größten professionell ausgerichteten Business Fraternities der Welt.

## Geschichte

### Gründung
Nach der Einführung des ersten Bachelorprogramms der Wirtschaftswissenschaften an der New York University im Jahr 1902 trieb der neu ernannte Studiengangsdirektor Joseph French Johnson die Entwicklung universitärer und studentischer Organisationen voran. Er erhielt Unterstützung von vier Studenten, die im Winter 1903 erste Pläne entwarfen, ihre Freundschaft in eine organisierte Bruderschaft umzuformen. Am 5. Oktober 1904 gründeten sie mit sechs Kommilitonen Alpha Kappa Psi. Der Gründungsantrag wurde beim Bundesstaat New York eingereicht und 1905 angenommen.

### Wappen
Das offizielle Wappen von Alpha Kappa Psi wurde im Jahr 1930 eingeführt. Gestaltet wurde es von Emily H. Butterfield, die Mitglied in der Frauen-Verbindung Alpha Gamma Delta war und bereits etliche Wappen für andere Verbindungen geschaffen hatte.
Die wichtigsten Symbole des Wappens sind:
- Münzenbeutel
- Viergliedrige Kette
- Phönizische Galeere
- Waage

### Ziele und Grundwerte
Alpha Kappa Psi wurde als professionelle Studentenverbindung gegründet. Die Organisationsziele lauten:
| 1. To further the individual welfare of its members; 2. To foster scientific research in the fields of commerce, accounts and finance; 3. To educate the public to appreciate and demand higher ideals therein; and 4. To promote and advance in institutions of college rank, courses leading to degrees in business administration. | 1. Das persönliche Wohl seiner Mitglieder zu fördern; 2. Die wissenschaftliche Forschung in den Feldern Handel, Buchhaltung und Finanzwesen voranzutreiben; 3. Die Öffentlichkeit zu lehren, höhere Ideale innerhalb dieser wertzuschätzen und zu fordern; und 4. In Institutionen auf Collegeniveau aufzusteigen und fortzuschreiten, Kurse mit dem Ziel eines Abschlusses in Betriebswirtschaftslehre. |

Um diese Ziele zu erreichen, werden Mitglieder gemäß der folgenden Grundwerte ausgebildet:
| 1. Brotherhood: Trust, respect, cooperation, companionship and aid to brothers is the expected norm. 2. Knowledge: Education and experience is emphasized and shared. 3. Integrity: All actions, whether in business or in life, are guided by honesty, ethics and fairness. 4. Service: Sharing of time, talent and treasure with society and with our fraternity is a priority. 5. Unity: A common understanding of our vision and values that transcends chapter, generation and profession is utilized to anticipate and create the future. | 1. Bruderschaft: Vertrauen, Respekt, Zusammenarbeit, Kameradschaft und Unterstützung gegenüber Brüdern ist die erwartete Norm. 2. Wissen: Bildung und Erfahrung werden betont und geteilt. 3. Integrität: Alle Handlungen, ob im Geschäft oder im Privatleben, werden von Ehrlichkeit, Moral und Gerechtigkeit geleitet. 4. Dienst: Das Teilen von Zeit, Talent und Wohlstand mit Gesellschaft und Bruderschaft ist eine Priorität. 5. Einigkeit: Ein gemeinsames Verständnis unserer Vision und Werte, welches Kapitel, Generation und Berufsstand überschreitet, wird angewandt, um die Zukunft vorauszuahnen und zu gestalten. |

Die Förderung individueller Professionalität und integerem Verhalten zeigt sich unter anderem in den strengen Regeln zu Alkoholkonsum und Verhalten gegenüber Mitgliedsanwärtern. Diese Regeln verbieten unter anderem Trinkspiele und jeglichen Ausschank alkoholischer Getränke bei Veranstaltungen zur Anwerbung neuer Mitglieder. Darüber hinaus sind sämtliche Aktivitäten verboten, die auf das gezielte Drangsalieren oder Demütigen neuer Mitgliedsanwärter abzielen (eng. „Hazing“).

### Bekenntnis
Das Bekenntnis der Alpha Kappa Psi Fraternity wurde von D. Shaw Duncan verfasst. Es lautet:
| Alpha Kappa Psi recognizes that We live in deeds, not years; In thought, not breath; In service, not in figures on the dial. We count time by heart throbs, When they beat for God, for man, for duty. He lives most who thinks most, Is noblest, acts the best. | Alpha Kappa Psi erkennt, dass Wir in Taten leben, nicht Jahren; In Gedanken, nicht Atemzügen; In Dienst, nicht in Zahlen auf dem Blatt. Wir messen Zeit in Herzschlägen, Wenn sie schlagen für Gott, für Mensch, für Pflicht. Derjenige lebt am meisten, der am meisten denkt, Ist der ehrenhafteste, handelt am besten. |

### Struktur
Die Gesamtmitgliederzahl inklusive Alumni beträgt circa 240.000. Darunter fallen 14.447 studentische Mitglieder in derzeit 228 aktiven Kapiteln. Hierzu zählen sowohl US-amerikanische als auch folgende internationale Vertretungen:
- Kanada: University of Western Ontario
- Vereinigtes Königreich: University of Manchester
- Hong Kong: Hong Kong University of Science and Technology

### Entwicklung der Mitgliedschaftsbedingungen
Nach der Gründungsverfassung von 1904 durften lediglich Männer „von christlichem Glauben und kaukasischer Rasse“ der Verbindung beitreten. Diese dreiteilige Klausel wurde erstmals aufgeweicht, als auf der Hauptversammlung im Jahr 1950 beschlossen wurde, die Verbindung für Männer aller Glaubensrichtungen und Rassen zu öffnen. Nach der Verabschiedung des „Education Amendments Act of 1972“, welcher die Diskriminierung nach Geschlechtern in staatlich unterstützten Ausbildungsprogrammen verbot, reagierte die Verbindung mit Widerstand. Gleichzeitig entbrannte eine interne Auseinandersetzung, infolge derer ein Kapitel von der Verbindung ausgeschlossen wurde. Nach mehrjährigem erfolglosem Widerstand stimmte der Vorstand am 7. August 1976 für die Streichung des Wortes „Mann“ aus der Verfassung und damit für die Zulassung von Frauen als vollwertige Mitglieder.

## Hymne
Die Verbindungshymne wird nach der Melodie von Auld Lang Syne gespielt:
| Should old acquaintance be forgot And Alpha Kappa Psi? Shall we pass slowly out of view, Without regret or sigh?          |
| Refrain For Alpha Kappa Psi, my friend, For Alpha Kappa Psi; We'll bless the days that we have spent, In Alpha Kappa Psi. |
| We’ll work with might and main to win Our mead of daily praise. And n’er shall we in after years Forget fraternal days.   |
| Refrain For Alpha Kappa Psi, my friend, For Alpha Kappa Psi; We'll bless the days that we have spent, In Alpha Kappa Psi. |

## Berühmte Mitglieder
Es finden sich viele Alpha-Kappa-Psi-Mitglieder in bedeutenden Positionen. Die wohl bekanntesten waren die Ehrenmitglieder Richard Nixon (Kapitel Beta Omicron) und Ronald Reagan (Kapitel Alpha Zeta). Neben diesen finden sich unter anderen folgende bekannte Alumni in Politik, Wirtschaft und Wissenschaft:
| Name                  | Amt                                                             | Kapitel       |
| --------------------- | --------------------------------------------------------------- | ------------- |
| Arthur E. Andersen    | Gründer von Arthur Andersen                                     | Gamma         |
| Benazir Bhutto        | Ehemalige Premierministerin von Pakistan (1988–1990; 1993–1996) | Xi Chi        |
| Joe T. Ford           | Mitbegründer und ehemaliger CEO von Alltel                      | Beta Zeta     |
| Joyce C. Hall         | Gründer von Hallmark Cards                                      | Psi           |
| Robert S. McNamara    | Präsident der World Bank Group (1968–1981)                      | Phi           |
| John Willard Marriott | Gründer von Marriott International                              | Alpha Omicron |
| F. Story Musgrave     | Ehemaliger Astronaut                                            | Alpha Omicron |
| James Cash Penney     | Gründer von J. C. Penney                                        | Upsilon       |
| James A. Ryder        | Gründer von Ryder                                               | Beta Pi       |
| Robert F. Six         | Gründer von Continental Airlines                                | Beta          |